# T-Mobile US
T-Mobile US, Inc. é uma operadora de rede sem fio estadunidense com sede em Bellevue, Washington. Sua acionista majoritária e homônima é a empresa de telecomunicações alemã Deutsche Telekom. A T-Mobile é a segunda [en] maior operadora de telefonia móvel dos Estados Unidos, com 132,8 milhões de assinantes em 30 de junho de 
A empresa foi fundada em 1994 por John W. Stanton, da Western Wireless Corporation, como VoiceStream Wireless. Em 2001, a Deutsche Telekom adquiriu participação acionária majoritária e rebatizou a operação com sua marca global T-Mobile. Em abril de 2023, a empresa alemã detinha 51,4% das ações da companhia.
A T-Mobile US opera duas marcas principais: T-Mobile e Metro by T-Mobile (adquirida em 2013 por meio de uma aquisição reversa [en] da MetroPCS, que também levou à listagem da T-Mobile na NASDAQ). Em 2020, a T-Mobile expandiu-se com a aquisição da Print, tornando-se também operadora da Assurance Wireless, serviço subsidiado pelo programa federal Lifeline. O crescimento da empresa continuou em 2024 com a compra da Mint Mobile e da Ultra Mobile, duas operadoras móveis virtuais de baixo custo que mantêm suas marcas independentes. Em agosto de 2025, a companhia adquiriu as operações de móveis da U.S. Cellular [en].